# Leura
Leura, topónimo que significa 'lava' en lengua aborigen, es un pueblo que pertenece al área de gobierno de las Montañas Azules al oeste de Nueva Gales del Sur, Australia. Forma parte de un conjunto de pequeños pueblos situados a lo largo la línea ferroviaria de las Montañas Azules y la autopista Great Western Highway, que divide en dos el Parque nacional Montañas Azules. Está a unos 100 km de Sídney por carretera y en tren se necesitan poco menos de dos horas para llegar. Leura linda por el Oeste con Katoomba, el núcleo urbano más grande de las altas montañas.

## Descripción
Leura se sitúa a 985 metros por encima del nivel del mar. Este hecho da lugar a nevadas ocasionales en invierno y a un clima que refleja claramente las cuatro estaciones del año. Además, tiene una población de 4365 habitantes según el censo de 2011.
La calle principal del pueblo es Leura Mall, dividida en dos por una hilera de cerezos. Es perfecta para adentrarse en el ambiente pintoresco del pueblo y rodearse de boutiques, anticuarios, galerías de arte y librerías, sin dejar pasar la oportunidad de sentarse tranquilamente en los restaurantes y cafeterías. Desde siempre se ha intentado preservar el estilo antiguo del pueblo y, por eso, cuando surgió la idea de construir un nuevo complejo comercial en los antiguos almacenes, los habitantes presentaron quejas en relación con el estilo arquitectónico de este. Después de varias consultas a la población, se decidió rediseñarlo completamente de acuerdo con el estilo del Leura Mall.

## Puntos de interés
Uno de edificios más emblemáticos es la antigua oficina de correos, que ahora alberga una agencia de prensa. Otro de los atractivos de este pueblo es el Hotel Alexandra, que ofrece vistas espectaculares desde la terraza trasera.

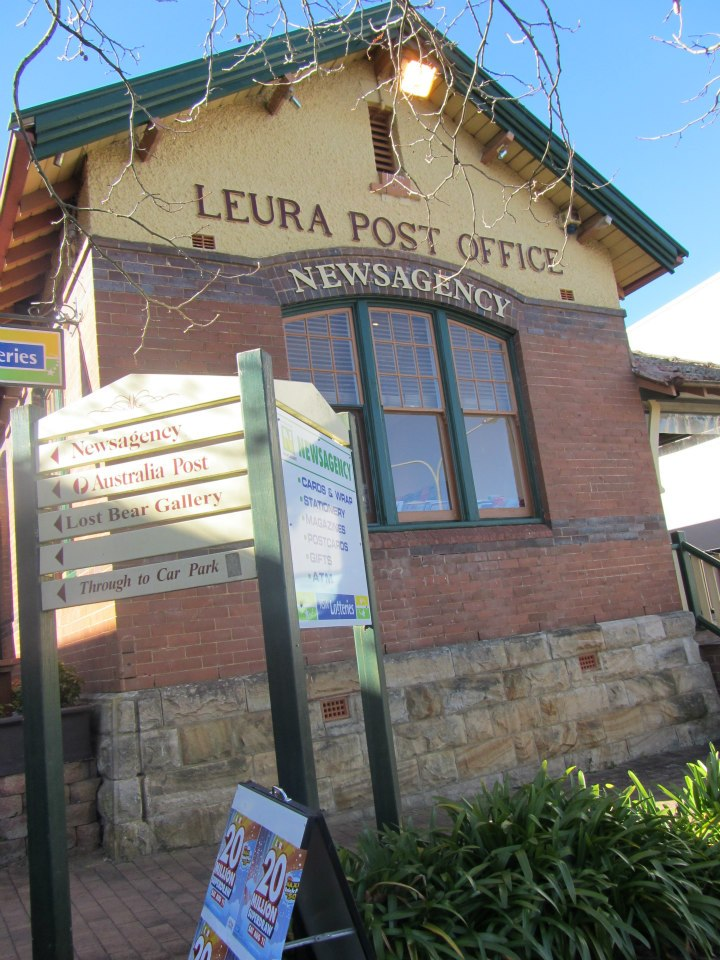
El edificio emblemático de correos de Leura.

Además, Leura se caracteriza por sus preciosos jardines privados de estilo inglés, que se abren al público a principios de octubre. Los jardines más importantes son los llamados Everglades Gardens, e incluyen la casa estilo Streamline moderne del industrial belga Henry van de Velde, además de 5 hectáreas de jardines diseñados por el arquitecto danés Paul Sorensen. Actualmente, son administrados por el Nationa Trust de Australia.
Una de las casas que más destaca es Leuralla, el antiguo hogar de C.R. Evatt, parlamentario de Nueva Gales del Sur. El hermano de Evatt, Herbert Vere Evatt, fue líder del Partido Laborista Australiano y Presidente de la Asamblea General de las Naciones Unidas. Su familia aún es dueña de la casa, que alberga ahora el museo ferroviario y de juguetes.
Para visitar todos estos puntos de interés se ha programado una ruta por Leura. Este itinerario empieza en el Hotel Alexandra, pasa por las bodegas del pueblo y termina en el monumento Redmond Memorial, dedicado al pastor presbiteriano R. A. Redmond, situado en el Leura Mall. Esta ruta ofrece la posibilidad de observar detalladamente las casas, los edificios y las iglesias, que forman la historia arquitectónica de Leura.

## Eventos
Leura también es conocido como "the Garden Village" (El pueblo de los jardines). Cada octubre se celebra el Leura Gardens Festival, un acto benéfico que consiste en abrir los jardines privados al público con el objetivo de recaudar dinero para Blue Mountains District Anzac Memorial Hospital en Katoomba.
Aproximadamente en las mismas fechas también se celebra el popular Leura Village Fair, un mercado en las calles del pueblo en el que se venden todo tipo de productos y actúan diferentes artistas.
También son conocidos el festival de circo Cirquinox y el festival de teatro Leura Shakespeare Festival, que se celebran en el teatro al aire libre que hay en los Everglades Gardens.

## Paisajismo y senderismo
Leura posee un gran patrimonio natural que se puede disfrutar desde los distintos miradores del pueblo, como el Sublime Point y el Echo Point. Este último ofrece unas vistas panorámicas de Jamison Valley y de las Cascadas de Leura, que están rodeadas por un bosque de eucaliptos y otras especies australianas como el Sasafrás del Sur y el Baya de Olivo Negro, de la época de Gondwana.
Para aquellos que deseen disfrutar de la naturaleza de la zona, existe un itinerario que recorre las maravillas naturales de Leura y sus alrededores. La Ruta por las Montañas Azules empieza en la estación de Katoomba e incluye las principales atracciones de Katoomba y Leura, por ejemplo, la formación rocosa Tres hermanas, el teleférico Skyway, el estanque Pool of Siloam y las Cascadas Linda. Se trata de un área muy popular para hacer senderismo y tomar fotografías del paisaje.

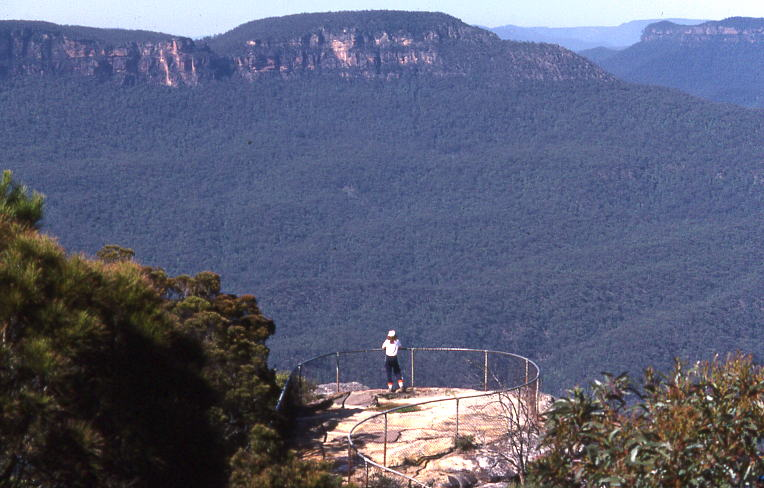
Vistas del paisaje desde el Sublime Point
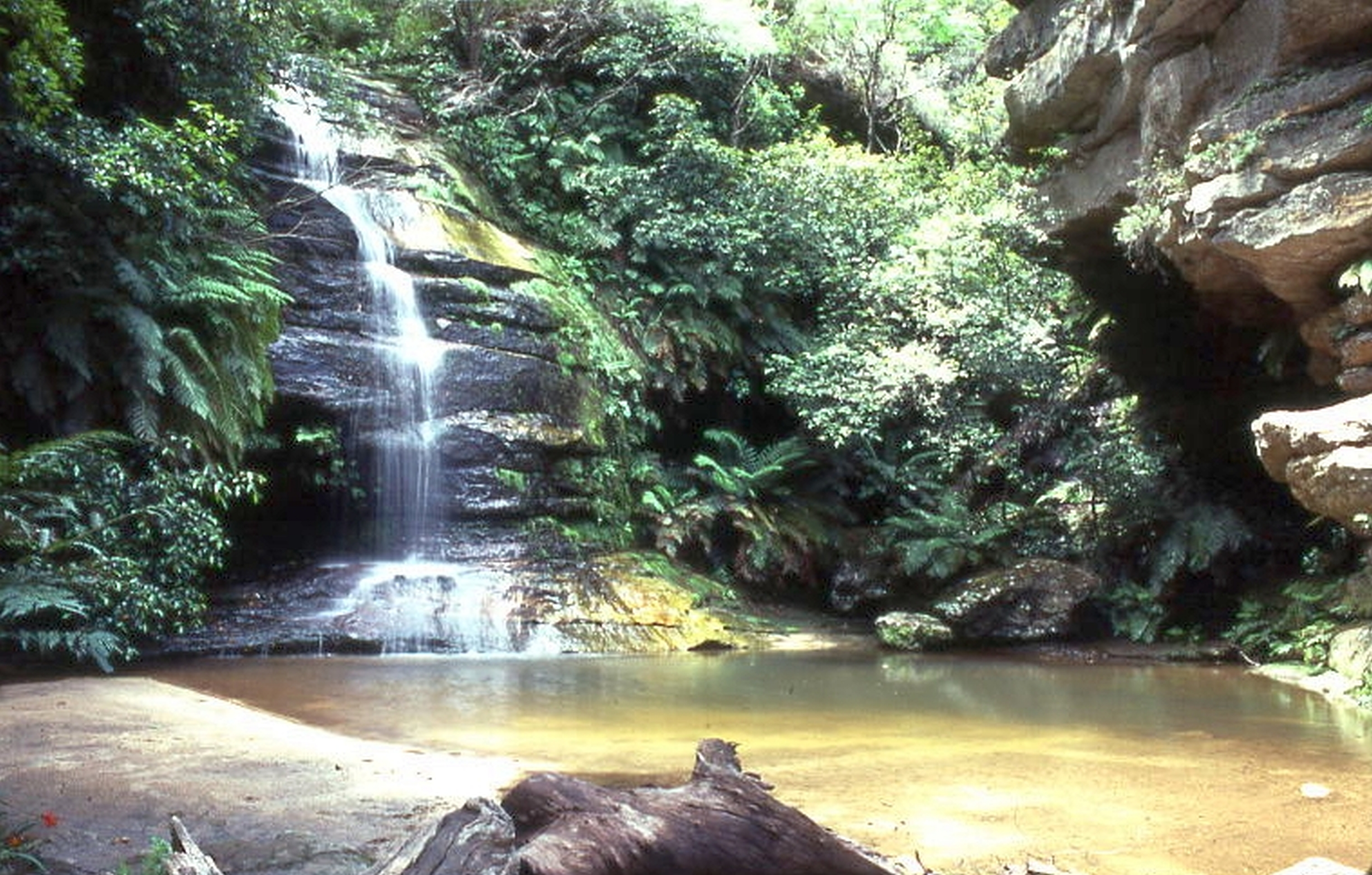
Estanque Pool of Siloam, Leura
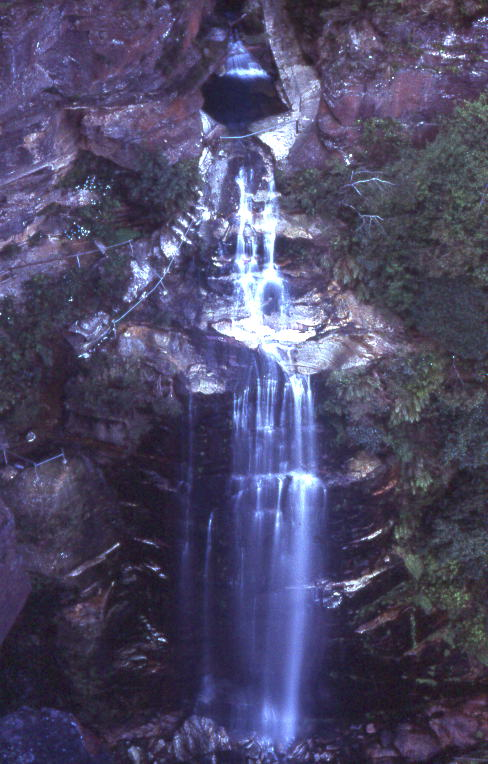
Cascadas de Leura
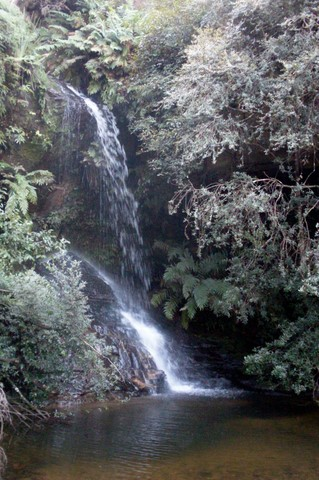
Una pequeña cascada en Leura